# Vismia magnoliifolia
Vismia magnoliifolia är en johannesörtsväxtart som beskrevs av Adelbert von Chamisso och Schlecht.. Vismia magnoliifolia ingår i släktet Vismia och familjen johannesörtsväxter. Inga underarter finns listade i Catalogue of Life.